# 大藏流
大藏流（おおくらりゅう）は、狂言の流派のひとつ。猿楽の本流たる大和猿楽系の狂言を伝える唯一の流派。

## 歴史
大藏流の歴史は、流祖玄恵法印（1269-1350)。二世日吉彌兵衛から二十五世大藏彌右衛門虎久まで700年余続く。
猿楽の本流たる大和猿楽系の狂言を伝える能楽狂言最古の流派で、代々金春座で狂言を務めた。大藏彌右衛門家が室町後期に創流した。
江戸時代には鷺流とともに幕府御用を務めたが、狂言方としての序列は2位と、鷺流の後塵を拝した。宗家は大藏彌右衛門家。分家に大藏八右衛門家（分家筆頭。幕府序列3位）、大藏彌太夫家、大藏彌惣右衛門家があった。大藏長太夫家や京都の茂山千五郎家、茂山忠三郎家をはじめとして弟子家も多く、観世座以外の諸座の狂言のほとんどは大藏流が務めていた。
明治維新に伴い、職分の廃業などが相次ぎ、一時衰微したが、東京では初世・山本東次郎（則正。隠居名：東〈あずま〉）が大藏流の孤塁を死守し、京都では「お豆腐主義」を標榜する茂山千五郎家の正虎（九世千五郎。初世千作）、正重（十世千五郎、二世千作）が庶民的な狂言を演じて、東西で流派を支えた。昭和16年（1941年）には茂山千五郎家の分家の二世茂山忠三郎（良豊）の養子であった茂山久治（後の初世善竹彌五郎。狂言界初の人間国宝）の次男・吉二が、大藏虎一の姉・センの孫である安と結婚。
虎一の養子となり、二十四世大藏彌太郎（のち大藏彌右衛門）として宗家を継ぎ、宗家は再興された。
現在大藏流には、東京を本拠とする宗家大藏彌右衛門家・山本東次郎家、京都を本拠とする茂山千五郞家・茂山忠三郞家、大阪･神戸を本拠とする善竹彌五郎家の五家がある。
二世善竹彌五郎が本家当主を務め、関西を拠点としている善竹彌五郎家の中で唯一、関東を拠点とする分家当主・善竹大二郎は、初世彌五郎の五男・圭五郎の孫。
台本は、宗家の台本のほか、京都を本拠としてきた茂山千五郞家のものと、江戸の大藏宗家の芸系を受け継ぐ山本東次郞家のものとに大別される。
京都と関東では芸風も対照的で、京都・千五郞家の庶民的な親しみやすい芸風と、関東山本家の武家式楽の伝統を今に残す、古風で剛直な芸風がある。
過去に大藏流から人間国宝に認定されたのは初世善竹彌五郎・三世茂山千作・四世茂山千作・四世山本東次郞・二世茂山七五三の5名。
四世茂山千作は2000年に文化功労者、2007年には狂言界では初の文化勲章を受章している。また、茂山千五郞家では三世茂山千作（本名真一）、四世千作（本名七五三）、二世七五三（本名・眞吾）と親子三代に渡って人間国宝に認定されている。

## 大藏流五家
現在の大藏流五家
- 大藏彌右衛門家（宗家。東京が本拠）
- 茂山千五郎家（京都が本拠）
- 茂山忠三郎家（京都が本拠）
- 山本東次郎家（東京が本拠）
- 善竹彌五郎家（大阪・神戸が本拠、関東（東京）に善竹大二郎）

### 大藏彌右衛門家
家伝によれば、大藏流は14世紀に後醍醐天皇の侍講を務めていた比叡山の学僧・玄恵法印を流祖とする。玄恵は戦乱の世の中において、立派な人格の養成と人としての生きる道を説くために狂言を創始したという。その狂言は坂本在住で近江猿楽の猿楽師であった二世日吉彌兵衛に伝えられ、三世彌太郎、四世彌次兵衛、五世彌右衛門と受け継がれた。
六世彌太郎の代には大和猿楽金春座に属し、七世彌右衛門の後に世阿彌の外孫にあたる八世金春四郎次郎が芸系を受け継いだ。四郎次郎の死後、吉野猿楽出身の日吉万五郎が一時家を継いだが、最終的には養子の宇治彌太郎が9世を継ぎ、十世彌右衛門の代に「大藏」と姓を改めた。十一世彌右衛門は織田信長より虎の字を拝領し虎政と名乗り、その子十二世彌右衛門は虎清と名乗り豊臣秀吉･徳川家康に仕えた。十三世彌右衛門虎明（とらあきら）は万治3年（1660年）大藏流最古の狂言伝書『わらんべ草』を著わし、元禄7年（1694年）になると五代将軍徳川綱吉の上意により江戸屋敷を拝領し、それまでの奈良住まいから江戸住まいとなった。
その後も二十二世・彌太郎虎年まで代々幕府の俸禄を受け、最古の伝統を持つ大藏流の宗家として狂言を着々と守り続けてきたが、明治維新により大きな打撃を受ける。徳川幕府や諸大名のお抱えとして、長年にわたり手厚い庇護を受けていた大藏流の狂言師たちはみな俸禄を失い、転業・転職を余儀なくされた。宗家もその例外ではなく、明治維新後奈良に移住していた虎年が明治14年（1881年）に41歳で死去すると、 跡を継ぐ二十三世虎一（14歳）は苦しい時代の中、一時消息不明となり、京都で催された虎年追善会の節に姿を現わすまで、宗家不在の数年が続く事となる。
しかしその間も、茂山千五郎、茂山忠三郎、山本東次郎、善竹彌五郎といった大藏流の狂言師たちは各家の芸を磨き、大藏流を支え、昭和16年（1941年）、善竹彌五郎（当時・茂山久治）の次男・茂山吉二が虎一の養子に入り、虎年の娘の外孫にあたる安と結婚し、二十四世大藏彌太郎（のち彌右衛門）を名乗り、宗家を再興した。
現在大藏家では二十四世の長男、二十五世宗家･大藏彌右衛門虎久（基嗣）と、その弟の吉次郎（基義）、彼らの子である『大藏三兄弟』、大藏彌太郎(虎久の長男)・大藏基誠（虎久の次男)・大藏教義（吉次郎の長男）。大藏康誠(基誠の長男)、大藏章照(千虎の長男)の7人が大藏の名を名乗り東京を中心に活躍している。

## 大蔵流の歴代宗家
1. 玄恵法印
  - 流祖。「日吉神社神職ナリシガ後 僧籍二入リ比叡山北畠ニ住」
2. 日吉彌兵衛
  - 近江国山王日吉神社神職（坂本住）
3. 日吉彌太郎
4. 日吉彌次兵衛
5. 日吉彌右衛門
6. 日吉彌太郎
  - 金春座へ出 後 和州奈良住
7. 日吉彌右衛門
8. 金春四郎次郎（氏信）
  - 金春禅竹末子 世阿弥の外孫にあたる
9. 宇治彌太郎（政信） → 大藏彌右衛門
  - 宇治に二年住 後金春座へ帰参
10. 金春彌太郎 → 大藏彌右衛門
  - 観世座へ 後金春座へ帰参
11. 大藏彌右衛門 1531-1596
12. 大藏彌右衛門（虎清） 1566-1646
13. 大藏彌右衛門（虎明） 1597-1622
14. 大藏彌右衛門（栄虎） 1629-1676
15. 大藏彌右衛門（緑虎） 1650-1704
16. 大藏彌右衛門（虎純） 1682-1748
17. 大藏彌右衛門（虎教） 1708-1740
18. 大藏彌右衛門（虎里） 1728-1804
19. 大藏彌右衛門 1758-1805
20. 大藏彌右衛門（虎文） 1763-1834
21. 大藏彌右衛門（虎武） 1820-1849
22. 大藏彌太郎（虎年） 1841-1881
23. 大蔵虎一 1867-1941
24. 大藏彌右衛門（虎智） 1912-2000
25. 大藏彌右衛門（虎久） 1948-